# Litsea hayatae
Litsea hayatae là loài thực vật có hoa trong họ Nguyệt quế. Loài này được Kaneh. miêu tả khoa học đầu tiên năm 1936.